# Trichophthalma bivitta

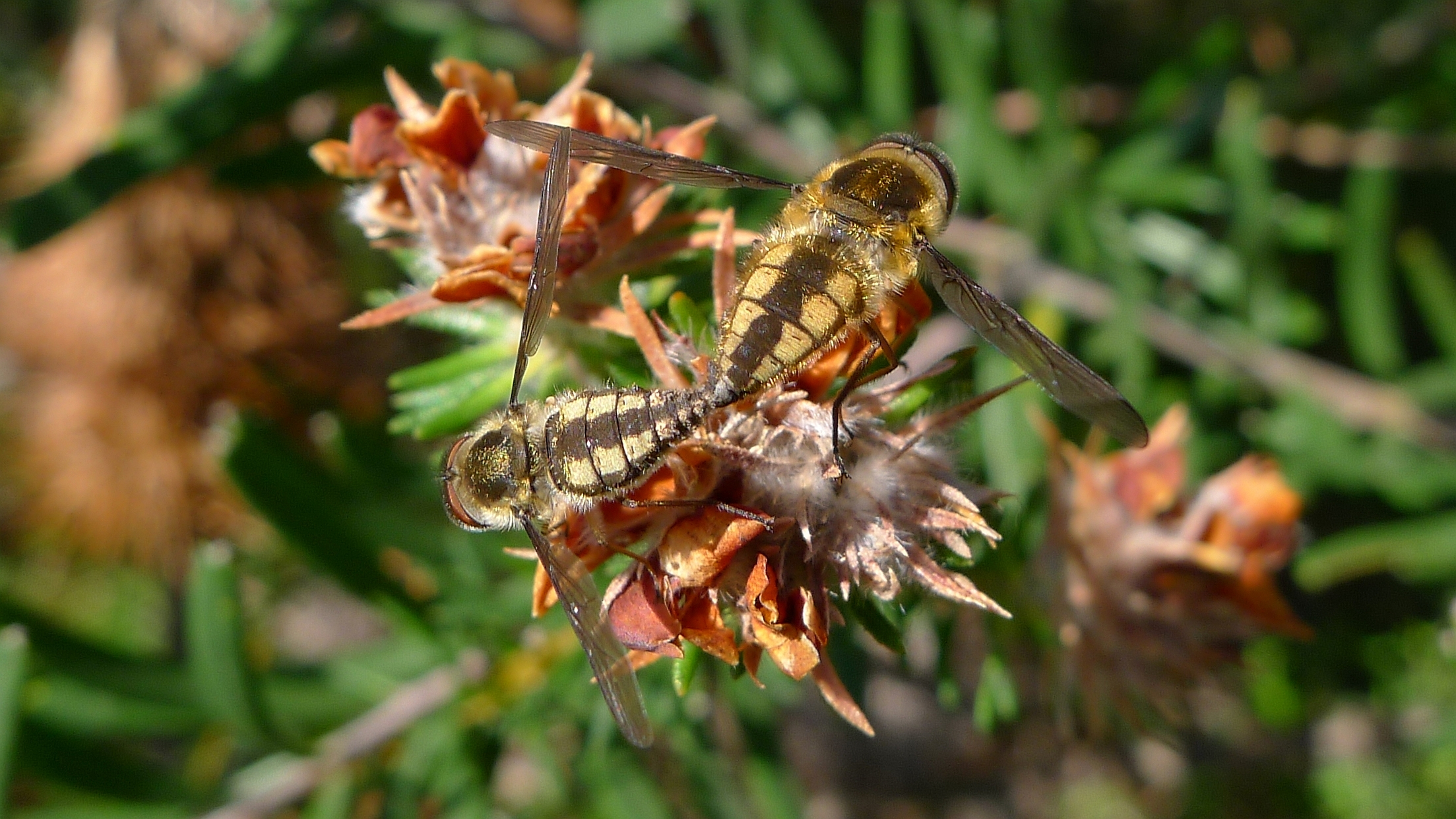
Trichophthalma bivitta

Trichophthalma bivitta är en tvåvingeart som beskrevs av Walker 1857. Trichophthalma bivitta ingår i släktet Trichophthalma och familjen Nemestrinidae. Inga underarter finns listade i Catalogue of Life.